# Ligne 9 du métro de Séoul
Pour les articles homonymes, voir Ligne 9.
La ligne 9 du métro de Séoul (surnommée ligne beige) est une ligne du métro de Séoul. Elle dessert la moitié sud de la capitale sud-coréenne. D'abord prévue pour le 12 juillet 2009, l'inauguration fut reportée au 24 juillet par suite de plusieurs problèmes techniques. Elle permet notamment de rejoindre l'aéroport international de Gimpo à partir de l'arrondissement financier, touristique et moderne de Gangnam en une trentaine de minutes. L'opérateur est VTRA, une société commune à 50/50 de RATP Dev et Transdev.
Cette ligne dessert les quartiers le long du fleuve, depuis Gangnam-gu au sud-est de la ville en passant par le quartier d'affaires de l'île de Yeoui, jusqu'à l’aéroport international de Gimpo, réservé aux vols intérieurs, au nord-ouest. Elle est la seule ligne comportant un service différencié de trains omnibus et trains express, à l'instar du métro de New York. 

## Situation sur le réseau

Plan du réseau du métro de Séoul (2023)

## Liste des stations
● : Arrêt Ligne Express
| Numéro | Station                                          | Station      | Station      | EXLigne Express | Ligne en correspondance | Distance | Distance cumulée | Localisation | Localisation    |
| Numéro | Français / Anglais (officiel)                    | Hangul       | Hanja        | EXLigne Express | Ligne en correspondance | en km    | en km            | Localisation | Localisation    |
| ------ | ------------------------------------------------ | ------------ | ------------ | --------------- | ----------------------- | -------- | ---------------- | ------------ | --------------- |
|        |                                                  |              |              |                 |                         |          |                  |              |                 |
| 901    | Gaehwa                                           | 개화         | 開花         |                 |                         | 0,0      | 0,0              | Séoul        | Gangseo-gu      |
| 902    | Aéroport international de Gimpo                  | 김포공항     | 金浦空港     | ●               | Ligne 5                 | 3,6      | 3,6              | Séoul        | Gangseo-gu      |
| 903    | Marché de l'aéroport                             | 공항시장     | 空港市場     | \|              |                         | 0,8      | 4,4              | Séoul        | Gangseo-gu      |
| 904    | Sinbanghwa                                       | 신방화       | 新傍花       | \|              |                         | 0,8      | 5,2              | Séoul        | Gangseo-gu      |
| 905    | Magongnaru                                       | 마곡나루     | 麻谷나루驛   | \|              |                         | 0,9      | 6,1              | Séoul        | Gangseo-gu      |
| 906    | Yangcheon Hyanggyo                               | 양천향교     | 陽川鄕校     | \|              |                         | 1,4      | 7,5              | Séoul        | Gangseo-gu      |
| 907    | Gayang                                           | 가양         | 加陽         | ●               |                         | 1,3      | 8,8              | Séoul        | Gangseo-gu      |
| 908    | Jeungmi                                          | 증미         | 曾米         | \|              |                         | 0,7      | 9,5              | Séoul        | Gangseo-gu      |
| 909    | Deungchon                                        | 등촌         | 登村         | \|              |                         | 1,0      | 10,5             | Séoul        | Gangseo-gu      |
| 910    | Yeomchang                                        | 염창         | 鹽倉         | ●               |                         | 0,9      | 11,4             | Séoul        | Gangseo-gu      |
| 911    | Sinmok-dong                                      | 신목동       | 新木洞       | \|              |                         | 0,9      | 12,3             | Séoul        | Yangcheon-gu    |
| 912    | Seonyudo                                         | 선유도       | 仙遊島       | \|              |                         | 1,2      | 13,5             | Séoul        | Yeongdeungpo-gu |
| 913    | Dangsan                                          | 당산         | 堂山         | ●               | Ligne 2                 | 1,0      | 14,5             | Séoul        | Yeongdeungpo-gu |
| 914    | Assemblée nationale                              | 국회의사당   | 國會議事堂   | \|              |                         | 1,5      | 16,0             | Séoul        | Yeongdeungpo-gu |
| 915    | Yeouido                                          | 여의도       | 汝矣島       | ●               | Ligne 5                 | 0,9      | 16,9             | Séoul        | Yeongdeungpo-gu |
| 916    | Saetgang                                         | 샛강         | 샛江         | \|              |                         | 0,8      | 17,7             | Séoul        | Yeongdeungpo-gu |
| 917    | Noryangjin                                       | 노량진       | 鷺梁津       | ●               | Ligne 1                 | 1,2      | 18,9             | Séoul        | Dongjak-gu      |
| 918    | Nodeul                                           | 노들         | 노들         | \|              |                         | 1,1      | 20,0             | Séoul        | Dongjak-gu      |
| 919    | Heukseok                                         | 흑석         | 黑石         | \|              |                         | 1,1      | 21,1             | Séoul        | Dongjak-gu      |
| 920    | Dongjak                                          | 동작         | 銅雀         | ●               | Ligne 4                 | 1,4      | 22,5             | Séoul        | Dongjak-gu      |
| 921    | Gubanpo                                          | 구반포       | 舊盤浦       | \|              |                         | 1,0      | 23,5             | Séoul        | Seocho-gu       |
| 922    | Sinbanpo                                         | 신반포       | 新盤浦       | \|              |                         | 0,7      | 24,2             | Séoul        | Seocho-gu       |
| 923    | Terminal de bus express                          | 고속터미널   | 高速터미널   | ●               | Ligne 3, Ligne 7        | 0,8      | 25,0             | Séoul        | Seocho-gu       |
| 924    | Sapyeong                                         | 사평         | 砂平         | \|              |                         | 1,1      | 26,1             | Séoul        | Seocho-gu       |
| 925    | Sinnonhyeon                                      | 신논현       | 新論峴       | ●               |                         | 0,9      | 27,0             | Séoul        | Gangnam-gu      |
| 926    | Eonju (Gangnam CHA Hospital)                     | 언주         | 彦州         | \|              |                         | 0,8      | 27,8             | Séoul        | Gangnam-gu      |
| 927    | Seonjeongneung                                   | 선정릉       | 宣靖陵       | ●               | Suin–Bundang            | 0,9      | 28,7             | Séoul        | Gangnam-gu      |
| 928    | Samseong Jungang                                 | 삼성중앙     | 三成中央     | \|              |                         | 0,8      | 29,5             | Séoul        | Gangnam-gu      |
| 929    | Bongeunsa                                        | 봉은사       | 奉恩寺       | ●               |                         | 0,8      | 30,3             | Séoul        | Gangnam-gu      |
| 930    | Complex Sportif                                  | 종합운동장   | 綜合運動場   | ●               | ligne 2                 | 1,4      | 31,7             | Séoul        | Songpa-gu       |
| 931    | Samjeon                                          | 삼전         | 三田         | \|              |                         | 1,4      | 33,1             | Séoul        | Songpa-gu       |
| 932    | Seokchon Gobun                                   | 석촌고분     | 石村古墳     | \|              |                         | 0,8      | 33,9             | Séoul        | Songpa-gu       |
| 933    | Seokchon (Hôpital de Hansol)                     | 석촌         | 石村         | ●               | ligne 8                 | 1,0      | 34,9             | Séoul        | Songpa-gu       |
| 934    | Songpanaru                                       | 송파나루     | 松坡나루     | \|              |                         | 0,8      | 35,7             | Séoul        | Songpa-gu       |
| 935    | Hanseong Baekje                                  | 한성백제     | 漢城百濟     | \|              |                         | 0,8      | 36,5             | Séoul        | Songpa-gu       |
| 936    | Parc olympique (Korea National Sport University) | 올림픽공원   | 올림픽公園   | ●               | ligne 5                 | 1,4      | 37,9             | Séoul        | Songpa-gu       |
| 937    | Dunchon Oryun                                    | 둔촌오륜     | 遁村五輪     | \|              |                         | 1,0      | 38,9             | Séoul        | Gangdong-gu     |
| 938    | VHS Medical Center                               | 중앙보훈병원 | 報勳病院     | ●               |                         | 1,7      | 40,6             | Séoul        | Gangdong-gu     |
| 939    | Parc écologique de Gil-dong(2027)                | 길동생태공원 | 吉洞生態公園 | \|              |                         | 1,2      | 41,8             | Séoul        | Gangdong-gu     |
| 940    | Sinmyeongil (2027)                               | 신명일       | 新明逸       | \|              |                         | 1,2      | 43,0             | Séoul        | Gangdong-gu     |
| 941    | Godeok (2027)                                    | 고덕         | 高德         | ●               | ligne 5                 | 0,7      | 43,7             | Séoul        | Gangdong-gu     |
| 942    | Parc de Saemteo (2027)                           | 샘터공원     | 샘터公園     |                 |                         | 2,2      | 45,9             | Séoul        | Gangdong-gu     |
|        |                                                  |              |              |                 |                         |          |                  |              |                 |

## Exploitation
Depuis sa mise en service en 2009, la ligne 9 du métro de Séoul est exploité par Seoul Line9 Operation, un groupement formé par les opérateurs français Transdev et RATP Dev. Renouvelé en 2013, le contrat porte jusqu'en 2023 et correspond à un chiffre d'affaires estimé à 525 millions d'euros. La ligne 9 est l’unique ligne du métro de Séoul dont l’exploitation a été attribuée à un opérateur privé.

### Matériel roulant
Les matériels sont fabriqués par Hyundai Rotem. Ils utilisent un courant continu 1 500 V et sont pourvus d'un système de freinage pneumatique à air comprimé.
La vitesse maximale d'une rame est de 100 km/h, descendue à 80 km/h en vitesse commerciale.
Les voitures sont longues de 19,5 m, large de 3,12 m. Les bogies utilisent un écartement standard de 1 435 mm.
Les 220 voitures sont réparties en 25 trains express et 20 trains omnibus.

#### Trains Express (express train)
L'exploitation des missions express est assurée avec des trains composés de 6 voitures. Il y a 922 places : 306 assises et 616 debout

#### Trains omnibus (local train)
L'exploitation des missions omnibus est assurée avec des trains composés de 4 voitures par rame. Il y a 606 places : 198 assises et 408 debout.

### Tarification
La ligne 9 est intégré dans le système tarifaire du métro de Séoul - il n'y a pas de tarification spécial et elle utilise le système tarifaire par distance utilisé pour les autres lignes du métro.

### Fréquentation
La ligne 9 du métro de Séoul est fréquentée quotidiennement par environ 430 000 personnes.